# Hwang Jae-won
Đây là một tên người Triều Tiên, họ là Hwang.
Hwang Jae-Won (tiếng Hàn Quốc: 황재원; sinh ngày 13 tháng 4 năm 1981) là một hậu vệ bóng đá Hàn Quốc, thi đấu cho Daegu FC ở K League Classic.

## Thống kê sự nghiệp câu lạc bộ
Tính đến 14 tháng 11 năm 2011
| Thành tích câu lạc bộ | Thành tích câu lạc bộ   | Thành tích câu lạc bộ | Giải vô địch | Giải vô địch | Cúp     | Cúp       | Cúp Liên đoàn | Cúp Liên đoàn | Châu lục | Châu lục  | Tổng cộng | Tổng cộng |
| Mùa giải              | Câu lạc bộ              | Giải vô địch          | Số trận      | Bàn thắng    | Số trận | Bàn thắng | Số trận       | Bàn thắng     | Số trận  | Bàn thắng | Số trận   | Bàn thắng |
| Hàn Quốc              | Hàn Quốc                | Hàn Quốc              | Giải vô địch | Giải vô địch | Cúp KFA | Cúp KFA   | Cúp Liên đoàn | Cúp Liên đoàn | Châu Á   | Châu Á    | Tổng cộng | Tổng cộng |
| --------------------- | ----------------------- | --------------------- | ------------ | ------------ | ------- | --------- | ------------- | ------------- | -------- | --------- | --------- | --------- |
| 2004                  | Pohang Steelers         | K League              | 4            | 0            | 0       | 0         | 10            | 2             | -        | -         | 14        | 2         |
| 2005                  | Pohang Steelers         | K League              | 0            | 0            | 0       | 0         | 0             | 0             | -        | -         | 0         | 0         |
| 2006                  | Pohang Steelers         | K League              | 12           | 2            | 0       | 0         | 0             | 0             | -        | -         | 12        | 2         |
| 2007                  | Pohang Steelers         | K League              | 28           | 2            | 5       | 2         | 4             | 0             | -        | -         | 37        | 4         |
| 2008                  | Pohang Steelers         | K League              | 19           | 1            | 2       | 1         | 2             | 0             | 2        | 1         | 25        | 3         |
| 2009                  | Pohang Steelers         | K League              | 18           | 1            | 1       | 0         | 5             | 0             | 10       | 1         | 34        | 2         |
| 2010                  | Pohang Steelers         | K League              | 6            | 0            | 1       | 0         | 3             | 0             | 5        | 1         | 15        | 1         |
| 2010                  | Suwon Samsung Bluewings | K League              | 9            | 2            | 0       | 0         | 2             | 0             | 2        | 0         | 13        | 2         |
| 2011                  | Suwon Samsung Bluewings | K League              | 9            | 0            | 0       | 0         | 0             | 0             | 5        | 0         | 14        | 0         |
| 2012                  | Seongnam Ilhwa Chunma   | K League              |              |              |         |           |               |               |          |           |           |           |
| Tổng cộng sự nghiệp   | Tổng cộng sự nghiệp     | Tổng cộng sự nghiệp   | 105          | 8            | 9       | 3         | 26            | 2             | 24       | 3         | 164       | 16        |

## Bàn thắng quốc tế
| # | Ngày                | Địa điểm    | Đối thủ  | Tỉ số | Kết quả          | Giải đấu                |
| - | ------------------- | ----------- | -------- | ----- | ---------------- | ----------------------- |
| 1 | 25 tháng 1 năm 2011 | Doha, Qatar | Nhật Bản | 2–2   | 2–2 (h.p., 0–3p) | Cúp bóng đá châu Á 2011 |

## Danh hiệu

### Cá nhân
- Đội hình tiêu biểu K League: 2007, 2009
- Đề cử cầu thủ xuất sắc nhất năm của AFC: 2009

### Câu lạc bộ
Pohang Steelers
- K League: 2007
- Cúp Quốc gia Hàn Quốc: 2008
- Cúp Liên đoàn bóng đá Hàn Quốc: 2009
- Giải vô địch bóng đá các câu lạc bộ châu Á: 2009